# Clwyd (rzeka)
Clwyd (ang. River Clwyd, wal. Afon Clwyd) – rzeka w północnej Walii, w hrabstwie Denbighshire, w końcowym biegu wyznaczająca krótki odcinek granicy z hrabstwem Conwy. Długość rzeki wynosi 55 km, a powierzchnia jej dorzecza – 900 km².
Źródło rzeki znajduje się w lesie Clocaenog Forest, na wschodnim zboczu wzgórza Craig Bron-banog, na wysokości około 410 m n.p.m. W górnym biegu płynie w kierunku południowym. W Melin-y-Wig zwraca się na północny wschód, a w dalszym biegu stopniowo skręca na północ i północny zachód. Przepływa przez miasto Ruthin, od wschodu opływa St Asaph, dalej przepływa przez Rhuddlan i Rhyl, gdzie uchodzi do Zatoki Liverpoolskiej.
Głównymi dopływami są rzeka Clywedog (ujście koło Denbigh) i Elwy (ujście koło St Asaph).